# Llista d'especialitats 53 de la Nomenclatura de la UNESCO
Llista d'especialitats del camp 53 (Ciències econòmiques) de la Nomenclatura de la UNESCO:
| Disciplina                                               | Codi    | Especialitat                                                                  |
| -------------------------------------------------------- | ------- | ----------------------------------------------------------------------------- |
| 5301 Política fiscal nacional i hisenda pública          | 5301.01 | Política fiscal i deute públic                                                |
| 5301 Política fiscal nacional i hisenda pública          | 5301.02 | Hisenda pública (pressupost)                                                  |
| 5301 Política fiscal nacional i hisenda pública          | 5301.99 | Altres (especifiqueu)                                                         |
| 5302 Econometria                                         | 5302.01 | Indicadors econòmics                                                          |
| 5302 Econometria                                         | 5302.02 | Models economètrics                                                           |
| 5302 Econometria                                         | 5302.03 | Projeccions econòmiques                                                       |
| 5302 Econometria                                         | 5302.04 | Estadístiques econòmiques (vegeu 1209)                                        |
| 5302 Econometria                                         | 5302.05 | Sèries econòmiques cronològiques                                              |
| 5302 Econometria                                         | 5302.99 | Altres (especifiqueu)                                                         |
| 5303 Comptabilitat econòmica                             | 5303.01 | Comptabilitat financera                                                       |
| 5303 Comptabilitat econòmica                             | 5303.02 | Riquesa nacional i balanç de situació                                         |
| 5303 Comptabilitat econòmica                             | 5303.03 | Comptabilitat de la renda nacional                                            |
| 5303 Comptabilitat econòmica                             | 5303.04 | Input-Output                                                                  |
| 5303 Comptabilitat econòmica                             | 5303.05 | Comptabilitat social                                                          |
| 5303 Comptabilitat econòmica                             | 5303.99 | Altres (especifiqueu)                                                         |
| 5304 Activitat econòmica                                 | 5304.01 | Consum, estalvi, inversió                                                     |
| 5304 Activitat econòmica                                 | 5304.02 | Distribució                                                                   |
| 5304 Activitat econòmica                                 | 5304.03 | Comerç interior                                                               |
| 5304 Activitat econòmica                                 | 5304.04 | Comerç exterior (vegeu 5310.09)                                               |
| 5304 Activitat econòmica                                 | 5304.05 | Assegurances                                                                  |
| 5304 Activitat econòmica                                 | 5304.06 | Diners i sistema bancari                                                      |
| 5304 Activitat econòmica                                 | 5304.07 | Producció                                                                     |
| 5304 Activitat econòmica                                 | 5304.08 | Redistribució                                                                 |
| 5304 Activitat econòmica                                 | 5304.99 | Altres (especifiqueu)                                                         |
| 5305 Sistemes econòmics                                  | 5305.01 | Sistemes econòmics capitalistes                                               |
| 5305 Sistemes econòmics                                  | 5305.02 | Sistemes econòmics col·lectivistes                                            |
| 5305 Sistemes econòmics                                  | 5305.03 | Sistemes econòmics comparats                                                  |
| 5305 Sistemes econòmics                                  | 5305.04 | Sistemes econòmics socialistes                                                |
| 5305 Sistemes econòmics                                  | 5305.99 | Altres (especifiqueu)                                                         |
| 5306 Economia del canvi tecnològic (vegeu 6407.07)       | 5306.01 | Economia de la investigació i el desenvolupament experimental (vegeu 5312.10) |
| 5306 Economia del canvi tecnològic (vegeu 6407.07)       | 5306.02 | Innovació tecnològica                                                         |
| 5306 Economia del canvi tecnològic (vegeu 6407.07)       | 5306.03 | Transferència de tecnologia                                                   |
| 5306 Economia del canvi tecnològic (vegeu 6407.07)       | 5306.99 | Altres (especifiqueu)                                                         |
| 5307 Teoria econòmica                                    | 5307.01 | Formació del capital                                                          |
| 5307 Teoria econòmica                                    | 5307.02 | Teoria del crèdit                                                             |
| 5307 Teoria econòmica                                    | 5307.03 | Models i teories del desenvolupament econòmic                                 |
| 5307 Teoria econòmica                                    | 5307.04 | Estudis del desenvolupament econòmic                                          |
| 5307 Teoria econòmica                                    | 5307.05 | Equilibri econòmic                                                            |
| 5307 Teoria econòmica                                    | 5307.06 | Fluctuacions econòmiques                                                      |
| 5307 Teoria econòmica                                    | 5307.07 | Previsions econòmiques                                                        |
| 5307 Teoria econòmica                                    | 5307.08 | Teoria del creixement econòmic                                                |
| 5307 Teoria econòmica                                    | 5307.09 | Teoria de la planificació econòmica                                           |
| 5307 Teoria econòmica                                    | 5307.10 | Teoria i models de l'ocupació                                                 |
| 5307 Teoria econòmica                                    | 5307.11 | Teoria fiscal                                                                 |
| 5307 Teoria econòmica                                    | 5307.12 | Teoria del comerç internacional (vegeu 5310.09)                               |
| 5307 Teoria econòmica                                    | 5307.13 | Teoria de la inversió                                                         |
| 5307 Teoria econòmica                                    | 5307.14 | Teoria macroeconòmica                                                         |
| 5307 Teoria econòmica                                    | 5307.15 | Teoria microeconòmica                                                         |
| 5307 Teoria econòmica                                    | 5307.16 | Teoria monetària                                                              |
| 5307 Teoria econòmica                                    | 5307.17 | Teoria de l'estalvi                                                           |
| 5307 Teoria econòmica                                    | 5307.18 | Teoria de l'estabilització                                                    |
| 5307 Teoria econòmica                                    | 5307.19 | Teoria del benestar                                                           |
| 5307 Teoria econòmica                                    | 5307.99 | Altres (especifiqueu)                                                         |
| 5308 Economia general                                    | 5308.01 | Metodologia econòmica                                                         |
| 5308 Economia general                                    | 5308.02 | Comportament del consumidor (vegeu 6114.06)                                   |
| 5308 Economia general                                    | 5308.03 | Història del pensament econòmic (vegeu 5506.06)                               |
| 5308 Economia general                                    | 5308.99 | Altres (especifiqueu)                                                         |
| 5309 Organització industrial i polítiques governamentals | 5309.01 | Concentració econòmica                                                        |
| 5309 Organització industrial i polítiques governamentals | 5309.02 | Integració econòmica                                                          |
| 5309 Organització industrial i polítiques governamentals | 5309.03 | Regulació del sector privat pel govern                                        |
| 5309 Organització industrial i polítiques governamentals | 5309.04 | Estructura del mercat                                                         |
| 5309 Organització industrial i polítiques governamentals | 5309.05 | Monopoli i competència                                                        |
| 5309 Organització industrial i polítiques governamentals | 5309.06 | Empreses públiques                                                            |
| 5309 Organització industrial i polítiques governamentals | 5309.99 | Altres (especifiqueu)                                                         |
| 5310 Economia internacional                              | 5310.01 | Balança de pagaments                                                          |
| 5310 Economia internacional                              | 5310.02 | Ajut exterior                                                                 |
| 5310 Economia internacional                              | 5310.03 | Ajut internacional                                                            |
| 5310 Economia internacional                              | 5310.04 | Negocis internacionals                                                        |
| 5310 Economia internacional                              | 5310.05 | Política econòmica internacional                                              |
| 5310 Economia internacional                              | 5310.06 | Finances internacionals                                                       |
| 5310 Economia internacional                              | 5310.07 | Inversió exterior                                                             |
| 5310 Economia internacional                              | 5310.08 | Acords monetaris internacionals                                               |
| 5310 Economia internacional                              | 5310.09 | Relacions comercials internacionals (vegeu 5307.12)                           |
| 5310 Economia internacional                              | 5310.99 | Altres (especifiqueu)                                                         |
| 5311 Organització i direcció d'empreses (vegeu 3310)     | 5311.01 | Publicitat (vegeu 6114.01)                                                    |
| 5311 Organització i direcció d'empreses (vegeu 3310)     | 5311.02 | Gestió financera                                                              |
| 5311 Organització i direcció d'empreses (vegeu 3310)     | 5311.03 | Estudis industrials                                                           |
| 5311 Organització i direcció d'empreses (vegeu 3310)     | 5311.04 | Organització dels recursos humans                                             |
| 5311 Organització i direcció d'empreses (vegeu 3310)     | 5311.05 | Màrqueting                                                                    |
| 5311 Organització i direcció d'empreses (vegeu 3310)     | 5311.06 | Estudis de mercat                                                             |
| 5311 Organització i direcció d'empreses (vegeu 3310)     | 5311.07 | Recerca operacional                                                           |
| 5311 Organització i direcció d'empreses (vegeu 3310)     | 5311.08 | Nivells òptims de producció                                                   |
| 5311 Organització i direcció d'empreses (vegeu 3310)     | 5311.09 | Organització de la producció (vegeu 3310.07)                                  |
| 5311 Organització i direcció d'empreses (vegeu 3310)     | 5311.10 | Gestió de vendes                                                              |
| 5311 Organització i direcció d'empreses (vegeu 3310)     | 5311.99 | Altres (especifiqueu)                                                         |
| 5312 Economia sectorial                                  | 5312.01 | Agricultura, silvicultura, pesca (vegeu 3103, 3105 i 3106)                    |
| 5312 Economia sectorial                                  | 5312.02 | Serveis comunitaris, socials i individuals                                    |
| 5312 Economia sectorial                                  | 5312.03 | Construcció (vegeu 3305)                                                      |
| 5312 Economia sectorial                                  | 5312.04 | Educació (vegeu 5802.03)                                                      |
| 5312 Economia sectorial                                  | 5312.05 | Energia (vegeu 3322)                                                          |
| 5312 Economia sectorial                                  | 5312.06 | Finances i assegurances                                                       |
| 5312 Economia sectorial                                  | 5312.07 | Salut                                                                         |
| 5312 Economia sectorial                                  | 5312.08 | Manufactures                                                                  |
| 5312 Economia sectorial                                  | 5312.09 | Mineria (vegeu 3318)                                                          |
| 5312 Economia sectorial                                  | 5312.10 | Recerca i desenvolupament (vegeu 5306.01)                                     |
| 5312 Economia sectorial                                  | 5312.11 | Comerç i negocis                                                              |
| 5312 Economia sectorial                                  | 5312.12 | Transports i comunicacions (vegeu 3325 i 3327)                                |
| 5312 Economia sectorial                                  | 5312.99 | Altres (especifiqueu)                                                         |
| 5399 Altres (especifiqueu)                               |         |                                                                               |